# Lyn Ashley
Lyn Ashley (* 18. März 1940 als Lynette Rumble in Townsville, Queensland) ist eine australische Schauspielerin.

## Leben
Ashley begann ihre Karriere 1961 mit einer Episodenrolle in der britischen Krimiserie Geheimauftrag für John Drake. Neben weiteren Gastauftritten spielte sie zwischen 1963 und 1965 die wiederkehrende Rolle der Valerie Peters in der Seifenoper Compact. 1965 war sie als Drahvin Three in vier Folgen der Kultserie Doctor Who zu sehen. Ihr Spielfilmdebüt hatte sie 1967 in Michael Winners Komödie Was kommt danach…? an der Seite von Orson Welles und Oliver Reed. Ihre zweite und gleichsam bislang letzte Spielfilmrolle übernahm sie 1971 neben Joan Collins und Denholm Elliott im Drama Auf der Suche nach Liebe.
1969 heiratete sie Eric Idle, und trat als Mrs. Idle in fünf Folgen von Monty Python’s Flying Circus auf. 1973 wurde der gemeinsame Sohn Carey geboren, danach war sie noch einmal in drei Folgen von Idles Sketch-Show Rutland Weekend Television zu sehen, ehe sie sich zunächst aus dem Showgeschäft zurückzog. 1975 wurde die Ehe mit Idle geschieden.
Es folgten nur noch vereinzelte Fernsehauftritte in den Seifenopern Angels und Families; zuletzt war sie 2000 in der Krankenhausserie Casualty zu sehen.

## Filmografie (Auswahl)

### Film
- 1967: Was kommt danach…? (I’ll Never Forget What’s ’isname)
- 1971: Auf der Suche nach Liebe (Quest for Love)

### Fernsehen
- 1961: Geheimauftrag für John Drake (Danger Man)
- 1961: Emergency-Ward 10
- 1962–1965: Compact
- 1963: Kommissar Maigret (Maigret)
- 1965: Doctor Who
- 1967: Das Gesetz des Schweigens (Vendetta)
- 1968: Simon Templar (The Saint)
- 1970–1972: Monty Python’s Flying Circus
- 1971: Jason King
- 1975: Rutland Weekend Television
- 2000: Casualty